# Cuore delle Orcadi neolitiche
Il Cuore delle Orcadi neolitiche è un gruppo di monumenti neolitici sulla terraferma delle Isole Orcadi, in Scozia. Il nome venne adottato dall'UNESCO quando lo proclamò patrimonio dell'umanità nel 1999.
Il sito è composto da quattro parti principali:
1. Maeshowe - un tumulo a camera e una tomba a corridoio, allineati in modo che la sua camera centrale sia illuminata durante il solstizio d'inverno. Fu saccheggiata dai Vichinghi che lasciarono una delle più grandi collezioni di iscrizioni runiche al mondo.[2]

1. Pietre erette di Stenness - i quattro megaliti rimanenti di un henge, il più grande dei quali è alto 6 metri.[3][4]

1. Anello di Brodgar - un cerchio di pietre di 104 metri di diametro, originariamente composto da 60 pietre incastonate all'interno di un fossato circolare profondo fino a 3 metri e largo 10 metri, che formava un monumento henge. Si è stimato che la costruzione della struttura abbia richiesto 80.000 ore di lavoro.[5][4]

1. Skara Brae - un gruppo di otto case che costituiscono il villaggio neolitico meglio conservato del Nord Europa.[6]

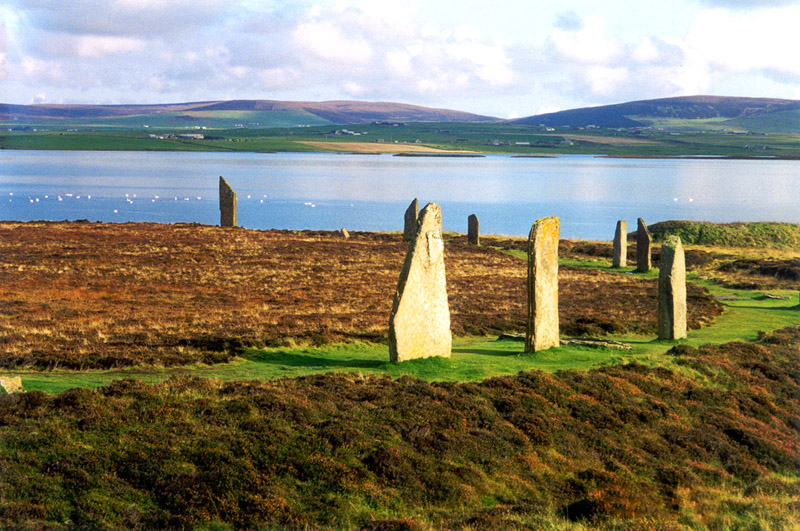
L'Anello di Brodgar

Scottish Executive e Historic Scotland, in qualità di agenzia di gestione responsabile nello spirito della Convenzione del Patrimonio Mondiale, hanno chiesto un'espansione molto significativa del sito, che servirà in particolare a proteggere il Monumento Henge del Ring of Bookan e la vicina Cairns, l'Unstan Cairn del III millennio a.C. e i Knowes o' Trotty (tumuli) del II millennio a.C., situati a circa tre chilometri di distanza e a nord-ovest di Maeshowe.